# 尤奧扎斯·貝爾諾塔斯
尤奧扎斯·貝爾諾塔斯（1989年4月23日—），是生於立陶宛考那斯的帆船運動員。他曾代表立陶宛參加2012年倫敦奧運和2016年里約奧運，分別獲得第12名和第26名。

## 參賽紀錄
| 年份 | 賽事           | 主辦城市 | 名次   | 項目   |
| ---- | -------------- | -------- | ------ | ------ |
| 2012 | 奧林匹克運動會 | 倫敦     | 第12名 | 風浪板 |

## 外部連結
- Juozas Bernotas website